# Deleobuvir
Deleobuvir (trước đây là BI 207127) là một loại thuốc thử nghiệm để điều trị viêm gan C. Nó đã được phát triển bởi Boehringer Ingelheim. Nó là một chất ức chế NS5B polymerase của virus viêm gan C không nucleoside. Deleobuvir đã được thử nghiệm trong các chế độ phối hợp với pegylated interferon và ribavirin, và trong các chế độ không có interferon với các thuốc chống vi rút tác dụng trực tiếp khác bao gồm faldaprevir.
Dữ liệu từ nghiên cứu SOUND-C2, được trình bày tại Hội nghị gan AASLD 2012, cho thấy rằng sự kết hợp ba loại deleobuvir, faldaprevir và ribavirin thực hiện tốt ở bệnh nhân HCV genotype 1b. Tuy nhiên, hiệu quả giảm xuống dưới 50% đối với chế độ điều trị kép không có ribavirin và cho bệnh nhân genotype 1a.
Những kết quả này đã được xác nhận trong nghiên cứu SOUND-C3, được trình bày tại Hội nghị gan APASL 2013, cho thấy liệu pháp ba tuần 16 lần với deleobuvir + faldaprevir + ribavirin cho 95% SVR12 ở bệnh nhân HCV genotype 1b nhưng đáp ứng virus kém ở kiểu gen 1a.
Vào tháng 12 năm 2013, Boehringer Ingelheim tuyên bố rằng sự phát triển của deleobuvir sẽ không được tiếp tục vì những phát hiện gần đây từ các thử nghiệm pha III không cho thấy đủ hiệu quả.